# Jardín Botánico N.V.Tsitsin

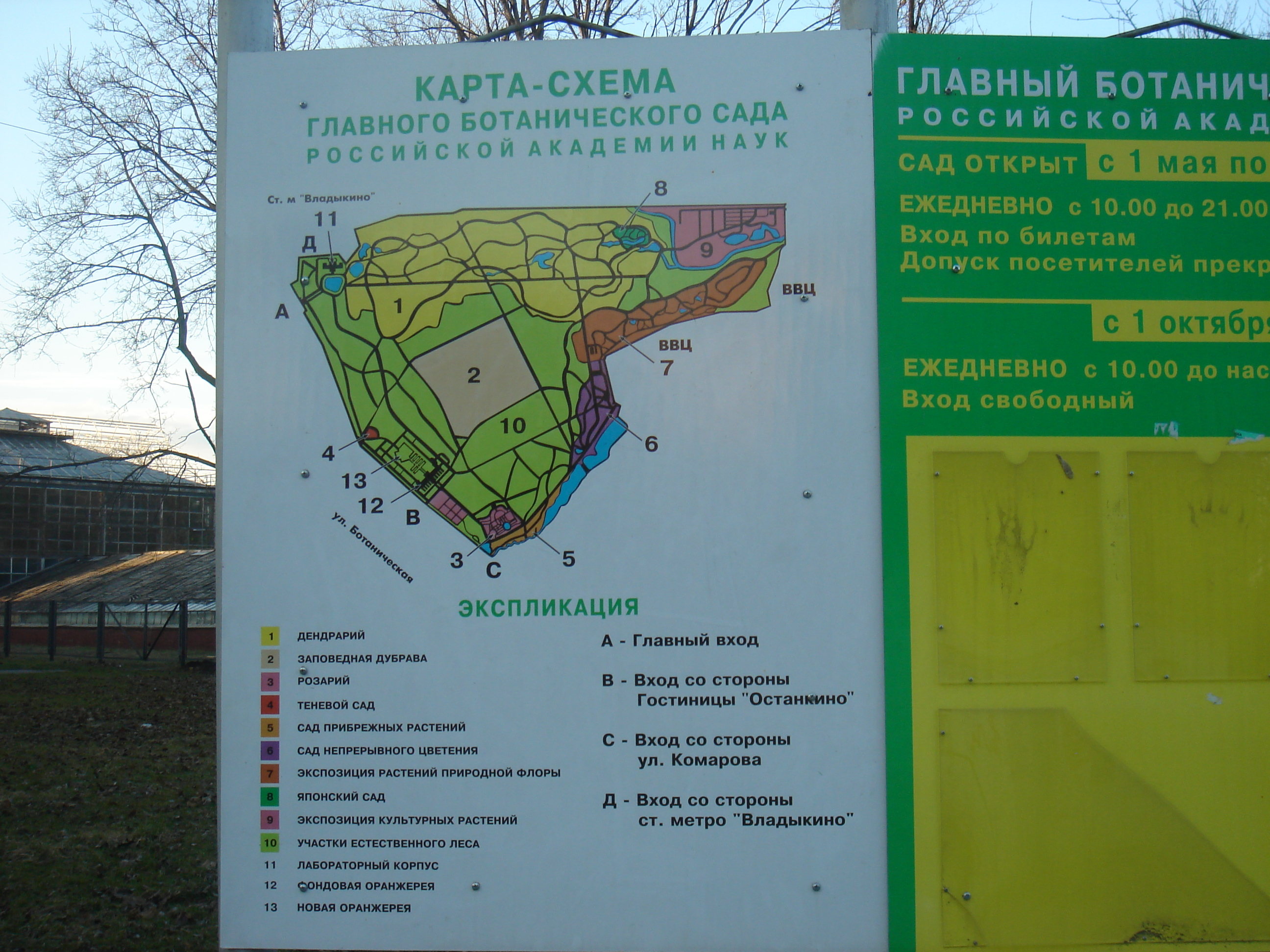
Plano del jardín botánico N.V.Tsitsin

El Jardín Botánico N.V.Tsitsin, cuyo nombre completo es Jardín Botánico Principal de la Academia de Ciencias de Rusia N.V.Tsitsin, en ruso : Главный ботанический сад им. Н.В.Цицина РАН, es un jardín botánico de 340 hectáreas de extensión lo que lo sitúa entre los más extensos de Europa, 
que está administrativamente relacionado con la Academia rusa de las Ciencias, y pertenece como miembro al BGCI. Su código de reconocimiento internacional como institución botánica, así como las siglas de su herbario son MHA.

## Localización
El Jardín Botánico Principal de la Academia de Ciencias de Rusia se encuentra en Botanicheskaya ul, 4, 127276 Moscú, Rusia.
- Teléfono: (095) 9779044, 9779145

Para llegar con el metro desde la estación VDNKh tomar el trolebús 36 o 73.
Se encuentra en una de las zonas más pintorescas de Moscú, el parque de Ostankino. en la vecindad del Centro Panruso de Exposiciones,

## Historia
El Jardín Botánico N.V.Tsitsin fue fundado el 14 de abril de 1945 y pertenece al departamento de biología de la academia de las ciencias. Su primer director durante 35 años fue Nikolai Vassilievitch Tsitsine (1898-1990) y el establecimiento se nombró en su honor. 
Está servido por la estación de metro botanitchesky sad (jardín botánico). El jardín botánico, de estilo paisajista, se encuentra en el sitio del antiguo parque de los condes Cheremetiev al que pertenecía la mansión durante los siglos XVIII y XIX. 
Su antigua residencia es de estilo neoclásico con un pórtico tetrástilo corintio. El jardín posee una orangerie.

## Colecciones

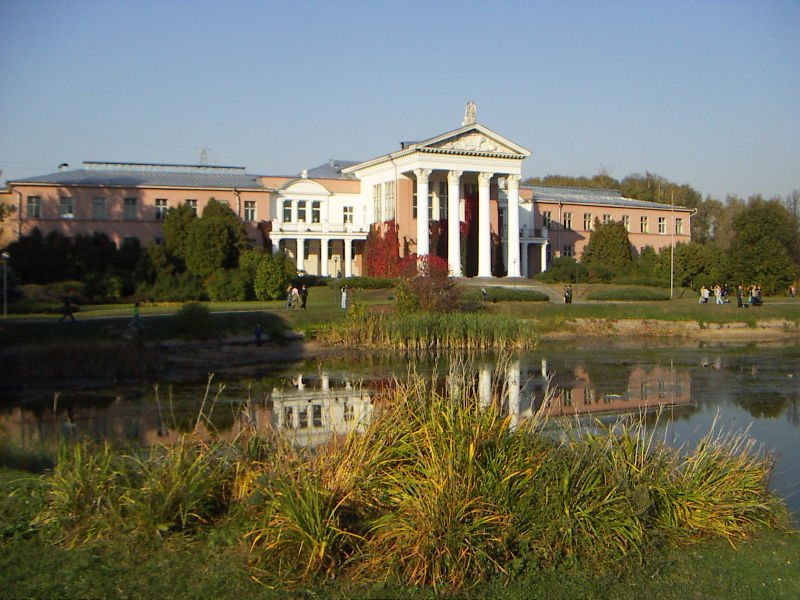
Edificio principal del jardín botánico N.V.Tsitsin

El jardín botánico Tsitsin alberga unos 16 000 taxones de plantas procedentes de todo el mundo, con numerosas colecciones, que se encuentran agrupadas como:
- Plantas ornamentales perennes (rosas, lilas, narcisos, tulipanes, iris, gladiolos, peonias etc), con 928 especies y 5,230 cultivares.
- Invernaderos, con unas extensas colecciones de 5,000 taxones de plantas tropicales y subtropicales, cactus y suculentas.
- Una extensa colección de plantas frutales, con más de 300 especies de árboles frutales, incluyendo de frutas del bosque y de frutos secos,
  - Fresas (Fragaria), con 20 especies y 325 cultivares e híbridos,
  - Ciruelos con 20 cultivares,
  - Grosellas espinosas con 60 cultivares,
  - Grosellas negras con 126 cultivares,
  - Grosellas rojas y blancas con 32 cultivares,
  - Frambuesas con 54 cultivares,
  - Pyrus (Peras), con 40 cultivares,
  - Malus (manzanas), con 161 cultivares,
  - Vaccinum corymbosum con 26 cultivares,
  - Lonicera edulis, con varios cultivares,
  - Corylus (avellanas) con 5 cultivares,

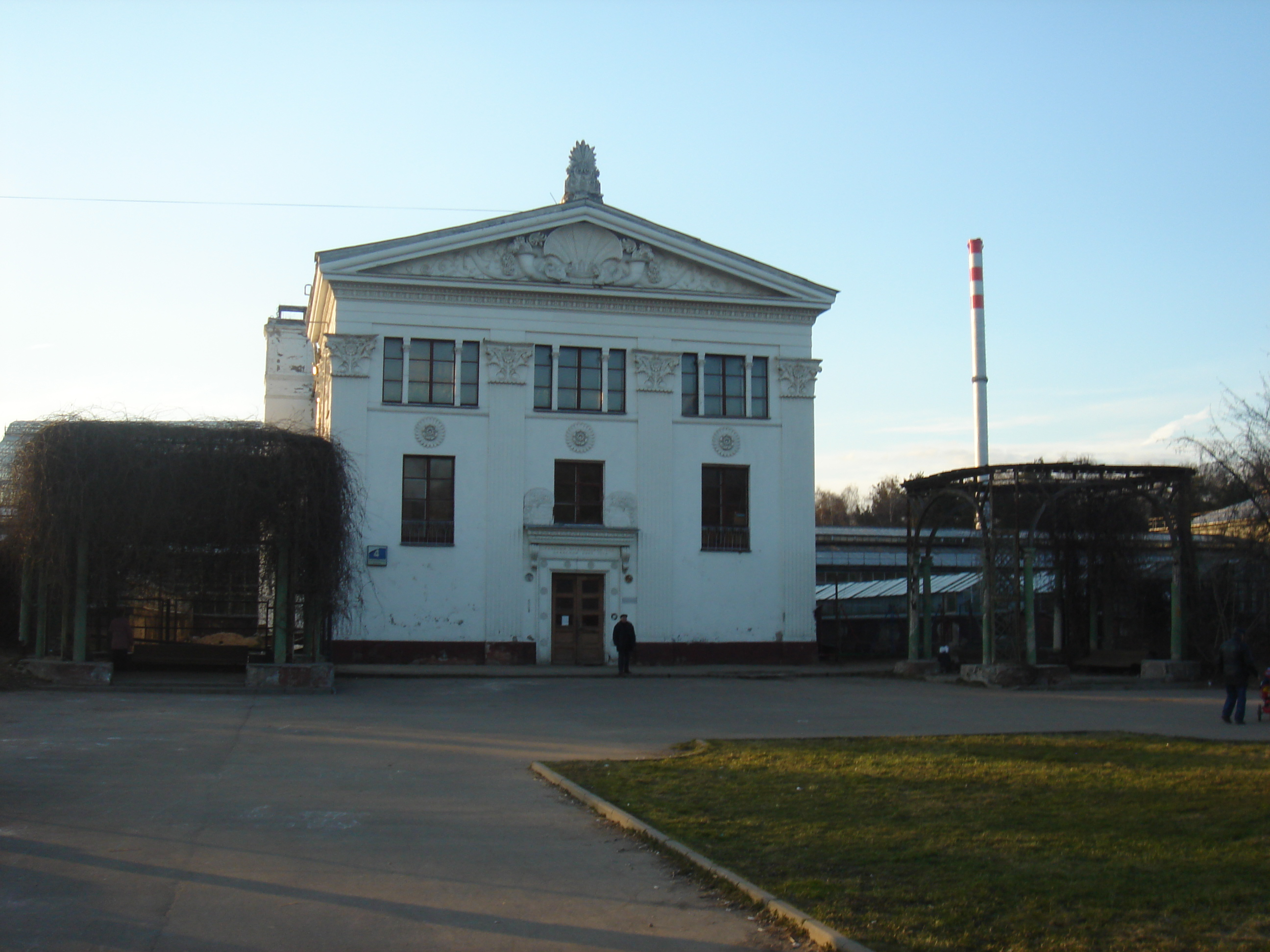
Invernadero en el jardín botánico N.V.Tsitsin

- - Schisandra chinensis con algunas variedades amenazadas o en peligro,
  - Actinidia kolmikta con variedades seleccionadas,
  - Hippophae rhamnoides con más de 20 cultivares,
  - Cerasus tomentosa con 37 cultivares,
  - Sorbus con numerosas especies y variedades,
- Rosaleda con numerosas especies y variedades.
- Una extensa colección de plantas de interés económico que incluye 2,874 accesiones de 887 especies y subespecies y 1987 variedades.
- Plantas nativas de Rusia con 2,288 especies.
- Arboretum que consta de 1,599 especies y 453 cultivares.
- Jardín japonés que fue inaugurado en 1987 con la asistencia del gobierno japonés.

## Actividades

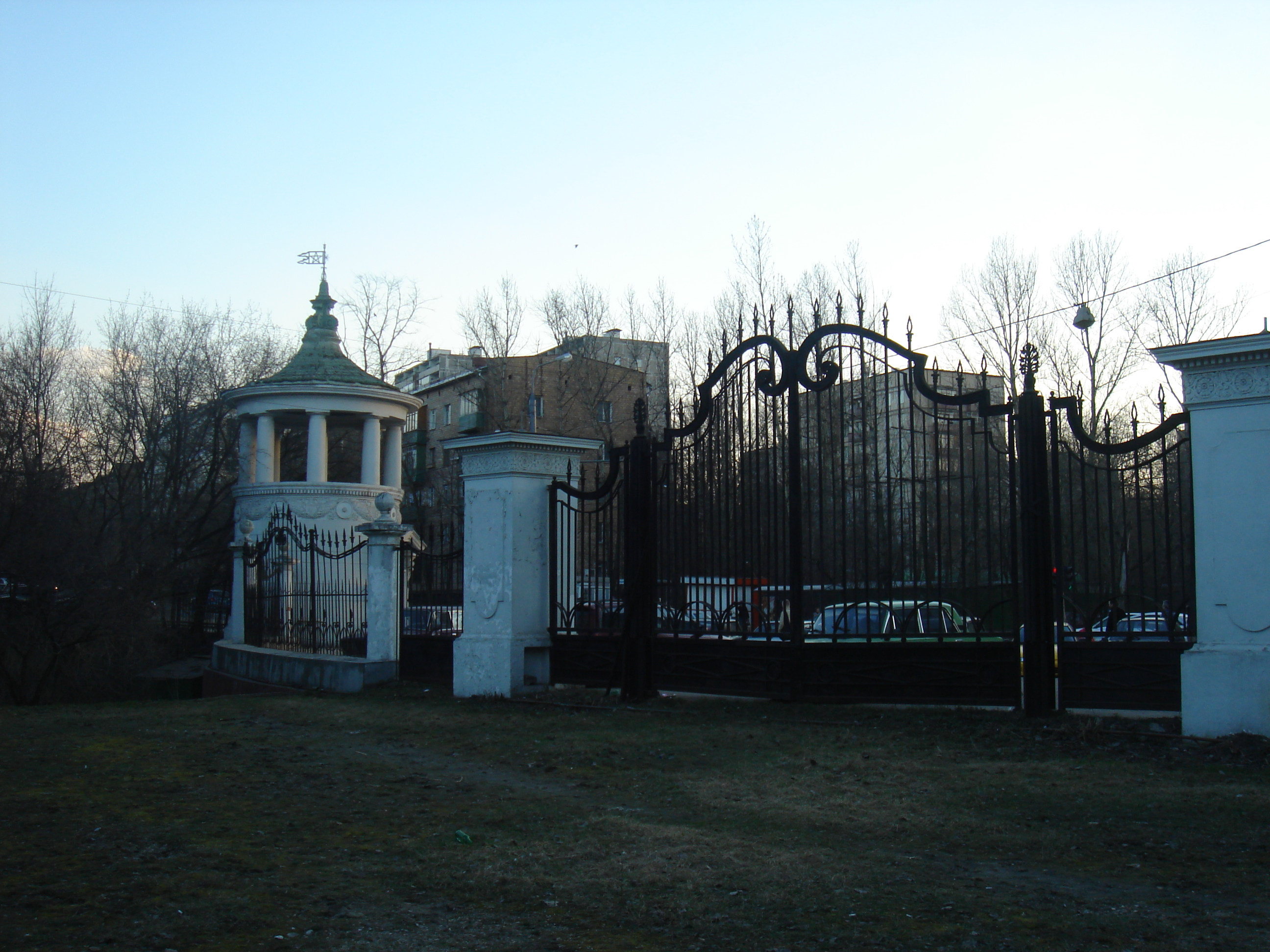
Una de las entradas del jardín botánico N.V.Tsitsin

Su director es el Dr. A.S. Demidov, con un equipo de 540 personas a su cargo, de los cuales 131 son curadores.
Sus cursos y programas incluyen :
- Tiene programas de conservación de plantas medicinales
- Biotecnología
- Programas de Cultivos y Micropropagación Tisular.
- Herbario
- Banco de datos computerizado
- Ecología
- Programas educativos de alto nivel para los estudiosos y para la población en general con centro de recepción de visitantes y centro educativo.
- Etnobotánica
- Floricultura
- Horticultura
- Banco de Semillas
- Sistemática y Taxonomía
- Mediambiente Urbano
- Publicación de catálogo de plantas
- Hay una sociedad de amigos del botánico
- También venden ejemplares de plantas al público en general.